# Península Escandinava
La Península Escandinava és una península situada al nord-oest d'Europa que tanca el Mar Bàltic pel nord-oest. Comprèn els estats de Noruega (a l'oest) i Suècia (a l'est), estenent-se des de les fronteres amb Rússia i Finlàndia al nord fins als estrets que la separen de Dinamarca al sud (l'Skagerrak i el Kattegat). Està vertebrada pels Alps Escandinaus, que la segueixen de nord a sud i, alhora, fan de frontera entre Noruega i Suècia. És la península més gran d'Europa.
Gran part de la població de la península escandinava es concentra naturalment a la seva part sud, que també és la seva regió agrícola. Les ciutats més grans de la península són Estocolm, Suècia; Oslo, Noruega; Göteborg, Suècia; Malmö, Suècia i Bergen, Noruega, en aquest ordre.

## Nom
El nom de la península deriva del terme Escandinàvia, la regió cultural de Dinamarca, Noruega i Suècia. Aquest nom cultural deriva al seu torn del nom d'Escània, la regió a l'extrem sud de la península que durant segles va formar part de Dinamarca, que és la llar ancestral dels danesos, i que ara forma part de Suècia.

## Els països escandinaus
Els països escandinaus són els següents:
- Suècia
- Noruega
- Finlàndia

La península va ser colonitzada per poblacions del centre d'Europa a mesura que s'enretiraven els gels a principis del Mesolític i posteriorment va ser envaïda per pobles de l'est d'Europa que es barrejaren genèticament amb els primers.

## Geografia
La Península Escandinava fa aproximadament 1.850 km (1.150 milles) de llargada i entre 370 i 805 km d'amplada. Té una àrea total aproximada de 777.000 km². Les fronteres dels tres països de la península generalment estan marcades pels Alps Escandinaus. La península està envoltada pels mars següents:
- El Mar Bàltic a l'est i el sud, que conté les illes autònomes d'Åland situades entre Suècia i Finlàndia, i l'illa de Gotland.
- El Mar del Nord a l'oest i el sud-oest.
- El Mar de Noruega a l'oest.
- El Mar de Barents al nord.

El punt més elevat era el Glittertind a Noruega amb 2.470 m (8.104 peus) sobre el nivell del mar, però com que la glacera s'ha desfet parcialment al cim, el punt més alt és ara el Galdhøpiggen, també a Noruega, amb 2.469 m. En aquestes muntanyes es troba la glacera més gran de l'Europa continental, el Jostedalsbreen.
Aproximadament una quarta part de la península escandinava es troba al nord del cercle polar àrtic, el seu punt més al nord es troba al cap Nordkyn, Noruega.
El clima d'Escandinàvia varia des de la tundra (Köppen: ET) i subàrtic (Dfc) al nord, amb un clima marí fresc de la costa oest (Cfc) a les zones costaneres del nord-oest que arriba just al nord de Lofoten, fins al continental humit (Dfb) a la part central. i costa oest marina (Cfb) al sud i sud-oest. La regió és rica en fusta, ferro i coure amb les millors terres de cultiu del sud de Suècia. S'han trobat grans dipòsits de petroli i gas natural a la costa de Noruega al mar del Nord i a l'oceà Atlàntic.

## Geologia
La península escandinava ocupa part de l’Escut Bàltic, un segment d'escorça estable i gran format per roques metamòrfiques cristal·lines molt antigues.
La major part del sòl que cobreix aquest substrat va ser raspat per les glaceres durant les edats de gel de l'antiguitat, especialment al nord d'Escandinàvia, on l'escut bàltic és el més proper a la superfície de la terra. A conseqüència d'aquest fregament, l’elevació de la terra i el clima fred a fred, un percentatge relativament petit de la seva terra és cultivable.
La glaciació durant les edats de gel també va aprofundir moltes de les valls fluvials, que van ser envaïdes pel mar quan el gel es va fondre, creant els notables fiords de Noruega. A la part sud de la península, les glaceres van dipositar un gran nombre de morrenes terminals, configurant un paisatge molt caòtic. Aquestes morrenes terminals cobrien tot el que avui és Dinamarca.

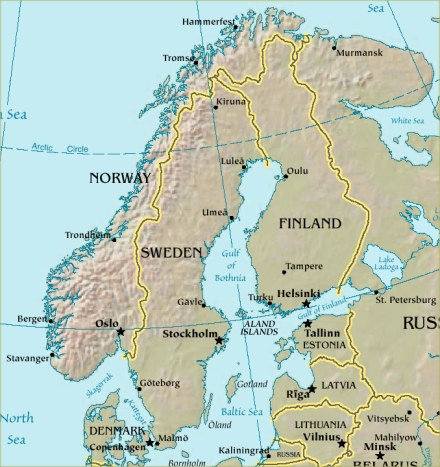
Mapa en relleu de la península escandinava

Tot i que l'escut del Bàltic és majoritàriament estable geològicament i, per tant, resistent a les influències d'altres formacions tectòniques veïnes, el pes de gairebé quatre quilòmetres de gel durant les Edats de Gel va fer que tot el terreny escandinau s'enfonsés. Quan la capa de gel va desaparèixer, l'escut va tornar a aixecar-se, una tendència que es manté fins als nostres dies a un ritme d'aproximadament un metre per segle. Per contra, la part sud ha tendit a enfonsar-se per compensar, provocant inundacions als Països Baixos i Dinamarca.
El substrat cristal·lí de la terra i l'absència de sòl en molts llocs han deixat al descobert dipòsits minerals de minerals metàl·lics, com els de ferro, coure, níquel, zinc, Argent i or. Els més valuosos d'ells han estat els jaciments de mineral de ferro al nord-oest de Suècia. Al segle xix aquests jaciments van impulsar la construcció d'un ferrocarril des del nord-oest de Suècia fins al port noruec de Narvik perquè el mineral de ferro pogués ser exportat per vaixell a llocs com el sud de Suècia, Alemanya, Gran Bretanya i Bèlgica per a la fosa en ferro i acer. Aquest ferrocarril es troba en una regió de Noruega i Suècia que, d'altra banda, no té cap ferrocarril a causa del terreny molt accidentat, muntanyes i fiords d'aquesta part d'Escandinàvia.

## Presència humana
La primera presència humana registrada a la zona sud de la península i Dinamarca data de fa 12.000 anys. A mesura que les capes de gel de la glaciació es van retirar, el clima va permetre un bioma de tundra que va atreure els caçadors de rens. El clima es va escalfar gradualment, afavorint el creixement d'arbres perennes primer i després de bosc caducifoli que va portar animals com els uros. Grups de caçadors-pescadors-recol·lectors van començar a habitar la zona des del Mesolític (8200 aC), fins a l'arribada de l'agricultura al Neolític (3200 aC).
La part nord i central de la península està parcialment habitada pels samis, sovint anomenats "lapones" o "lapons", que van començar a arribar diversos milers d'anys després que la península escandinava ja hagués estat habitada al sud. En els primers períodes registrats van ocupar les regions àrtiques i subàrtiques així com la part central de la península fins al sud fins a Dalarna, Suècia. Parlen la llengua sami, una llengua no indoeuropea de la família uràlica que està relacionada amb el finès i l'estonià. Els primers habitants de la península van ser els noruecs a la costa oest de Noruega, els danesos al que ara és el sud i l'oest de Suècia i el sud-est de Noruega, els suions a la regió al voltant de Mälaren, així com una gran part de l'actual costa oriental de Suècia i els Gots d'Escandinàvia a Västergötland i Östergötland. Aquests pobles parlaven dialectes estretament relacionats d'una llengua indoeuropea, el nòrdic antic. Tot i que els límits polítics han canviat, els descendents d'aquests pobles encara són les poblacions dominants a la península a principis del segle xxi.

## Desenvolupament polític

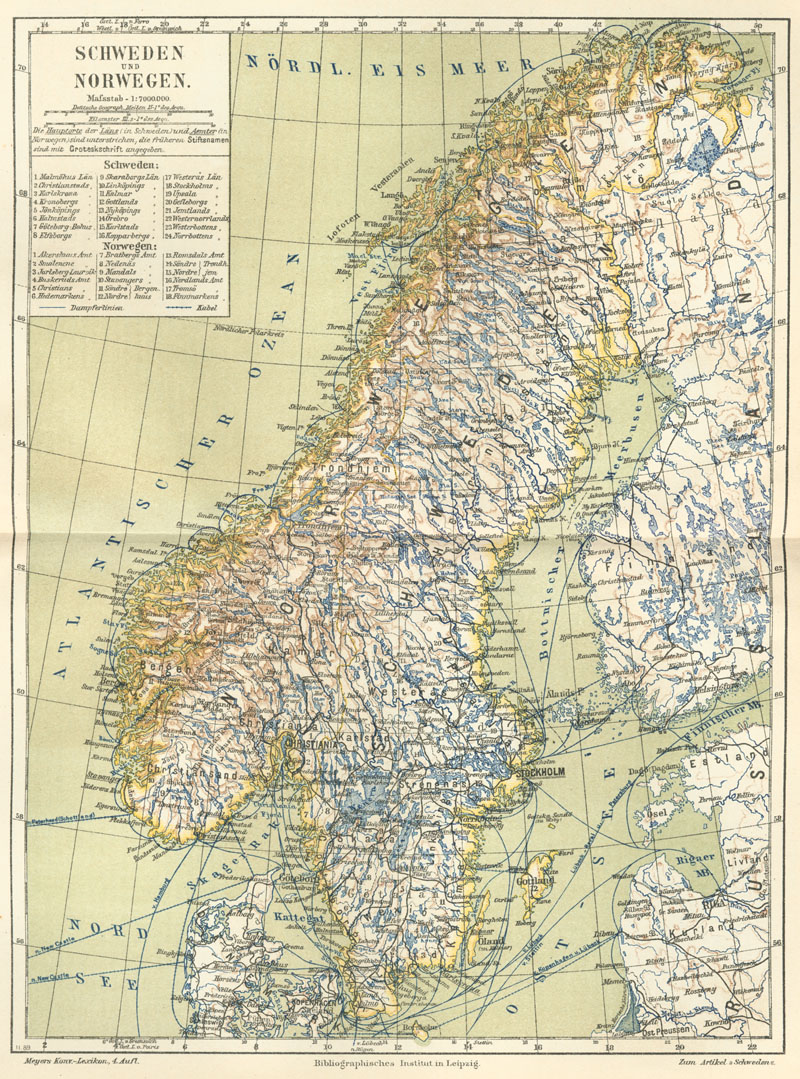
La Unió entre Suècia i Noruega el 1888

Encara que els països nòrdics tenen més de 1.000 anys d'història com a entitats polítiques diferents, les fronteres internacionals van arribar tard i van sorgir gradualment. No va ser fins a mitjans del segle XVII que Suècia va tenir una sortida segura al Kattegat i el control de la costa sud del Bàltic. Les fronteres sueques i noruegues finalment es van acordar i marcar el 1751. La frontera finlandesa-noruega a la península es va establir després d'una àmplia negociació el 1809, i els districtes comuns noruecs-russos no es van dividir fins al 1826. Fins i tot llavors les fronteres encara eren fluides, amb Finlàndia que va accedir al Mar de Barentsz el 1920, però va cedir aquest territori a la Unió Soviètica el 1944.
Dinamarca, Suècia i l'Imperi Rus van dominar les relacions polítiques a la península escandinava durant segles, i Islàndia, Finlàndia i Noruega només van aconseguir la seva total independència durant el segle xx. El Regne de Noruega -mantingut durant molt de temps en unió personal per Dinamarca- va caure en mans de Suècia després de les guerres Napoleòniques i només va assolir la independència total el 1905. Després d'haver estat un gran ducat autònom dins de l'Imperi Rus des de 1809, Finlàndia va declarar la independència durant la revolució soviètica de Rússia el 1917. Islàndia va declarar la seva independència de Dinamarca el 1944, mentre que Dinamarca estava sota l'ocupació de l'Alemanya nazi. Islàndia va ser animada a fer-ho per les forces armades britàniques i americanes que defensaven Islàndia de la invasió nazi.
La Wehrmacht va envair Noruega el 1940 i l'exèrcit alemany va ocupar tota Noruega fins al maig de 1945. Amb l'aquiescència de Suècia, les tropes alemanyes es van traslladar des del nord de Noruega, a través del nord de Suècia, fins a Finlàndia, que s'havia convertit en un aliat de l'Alemanya nazi. Després, a la primavera de 1941, l'exèrcit alemany i l’exèrcit finlandès van envair junts la Unió Soviètica. La República de Finlàndia tenia un greuge contra la Unió Soviètica perquè l'Exèrcit Roig havia envaït el sud-est de Finlàndia a la Guerra d'Hivern (1939–40) i havia pres una gran àrea de territori lluny de Finlàndia.
Suècia va romandre un país neutral durant la Primera Guerra Mundial, la Guerra de Corea i la Guerra Freda.
El 1945, Noruega, Dinamarca i Islàndia van ser membres fundadors de les Nacions Unides. Suècia es va incorporar a l'ONU poc després. Finlàndia es va incorporar durant la dècada de 1950. El primer Secretari General de les Nacions Unides, Trygve Lie, era ciutadà noruec. El segon secretari general de les Nacions Unides, Dag Hammarskjöld, era ciutadà suec. Així, la gent de la península escandinava va tenir una forta influència en els afers internacionals durant el segle xx.
El 1949, Noruega, Dinamarca i Islàndia es van convertir en membres fundadors de l'Organització del Tractat de l'Atlàntic Nord per a la seva defensa contra Alemanya Oriental, la Unió Soviètica i tots els altres invasors potencials, i aquests tres països continuen sent membres a partir del 2021.
Suècia i Finlàndia es van unir a la Unió Europea el 1995. Noruega, però, continua fora de la Unió.